# Sapromyza punctulata
Sapromyza punctulata är en tvåvingeart som beskrevs av Kertesz 1900. Sapromyza punctulata ingår i släktet Sapromyza och familjen lövflugor. Inga underarter finns listade i Catalogue of Life.